# Bobovo pri Ponikvi
Bobovo pri Ponikvi – wieś w Słowenii, w gminie Šentjur. W 2018 roku liczyła 65 mieszkańców.